# 相模鐵道
相模鐵道（日语：／ Sagami tetsudō */?），簡稱相鐵（／ Sōtetsu），是一家日本鐵路公司，本社位于日本神奈川县横滨市西区北幸二丁目的相铁本社大楼，主要经营位于神奈川縣的鐵路服務，為相鐵集團旗下的主要事業體，也是16間大手私鐵公司之一。PassNet的符號是ST。

## 社纹和商标
相模铁道社纹于1959年（昭和34年）2月1日设计，由车轮和汉字“相”组合而成。
1987年（昭和62年）创立70周年时制作了纪念商标（シンボルマーク）。
2006年（平成18年）制作了用于替换纪念商标的新商标并沿用至今。新商标由字母“S”扭曲成∞（无限）的形状，表现集团各社的跃动与融合。蓝色代表“知性、信赖和安心”，橘色代表活力，光辉和愉悦。

相铁社纹
相铁纪念商标
相铁现用商标

## 路線列表

路線圖

### 現有路線
相铁目前共有以下4条线路计40.2km，旅客用为本線，泉野線和相鐵新橫濱線，厚木线作为车辆回送和车辆搬入不载客。
| 路線記號 | 中文線名     | 日文線名 | 起點           | 終點           | 距離（公里） | 備註   |
| -------- | ------------ | -------- | -------------- | -------------- | ------------ | ------ |
| SO       | 本線         |          | 橫濱（SO01）   | 海老名（SO18） | 24.6         |        |
| SO       | 泉野線       |          | 二俁川（SO10） | 湘南台（SO37） | 11.3         |        |
| SO       | 相鐵新橫濱線 |          | 西谷（SO08）   | 新橫濱（SO52） | 2.1          |        |
|          | 厚木線       |          | 相模国分信号所 | 厚木           | 2.2          | 貨物線 |

#### 直通路線
- 東日本旅客鐵道（JR東日本）：相模鐵道與東日本旅客鐵道（JR東日本）東海道貨物線、埼京線、川越線相互直通運轉組成相鐵·JR直通線。
- 东急电铁：相模铁道相铁新横滨线与东急电铁东急新横滨线直通运转组成相铁·东急直通线

| 路線記號  | 中文線名        | 日文線名         | 起點                | 終點                      | 距離（公里） | 直通鐵道公司/路線                         | 直通鐵道車站                                                       | 備註 |
| --------- | --------------- | ---------------- | ------------------- | ------------------------- | ------------ | ----------------------------------------- | ------------------------------------------------------------------ | ---- |
| ■ · ■ · ■ | 相鐵·JR直通線   |                  | 新宿 （JA11、JS20） | 海老名 （SO18）           | 57.0         | 東日本旅客鐵道（JR東日本）/埼京線、川越線 | 羽澤橫濱國大站 - 武藏小杉站 - 新宿站 - （最遠延伸大宮站 - 川越站） |      |
| ■ · ■ · ■ | 相铁·东急直通线 | 相鉄・東急直通線 | 海老名（SO18）      | 涩谷（TY01） 目黑（MG01） |              | 东急电铁/东急新横滨线、东横线、目黑线     | 羽澤橫濱國大站 - 新横滨站                                          |      |

### 過去路線
- 相模線：茅崎－橋本，33.3km
  - 支線（通稱：西寒川支線）：寒川－西寒川－四之宮，1.9km
  - 貨運支線：寒川－川寒川，0.9km
- 貨運線：西橫濱－保土谷，1.0km

相模線與西寒川支線於1944年（昭和19年）6月被國有化，同時西寒川－四之宮段被廢除。相模線貨物支線於1931年（昭和6年）被廢除。來往西橫濱至保土谷的貨運線一直到1979年（昭和54年）因分隔東海道線和橫須賀線的行車路段而需遷移東海道貨物線時被廢除。

### 計畫路線
- 泉野線：湘南台站 - 平塚站 14.5km

### 未成線
以下计划在神中鐵道時代即取消或失效：
- 厚木 - 伊勢原間，7.4km。受讓自相陽鐵道，1933年12月13日許可失效[4]。
- 平塚 - 伊勢原 - 大山間，12.9km。受讓自相陽鐵道，1933年12月13日許可失效[4]。

## 車輛
2025年4月25日，相模鐵道宣布將於2026年春季進行新車相鐵13000系電聯車的商業運轉，並且先行將一列該型的電聯車投入運作。

### 現役車輛
載客車輛
- 20000系・21000系－以東急車輛的設計為原型為相鐵直通東急專用列車
- 12000系－以JR東日本通勤型車輛的設計為原型（以E233系作為原形車）為相鐵直通JR線專用列車
- 11000系－以JR東日本通勤型車輛的設計為原型（以E233系作為原形車）
- 10000系－以JR東日本通勤型車輛的設計為原型（以E231系作為原形車）
- 9000系（日语：相鉄9000系電車）
- 8000系（日语：相鉄8000系電車）

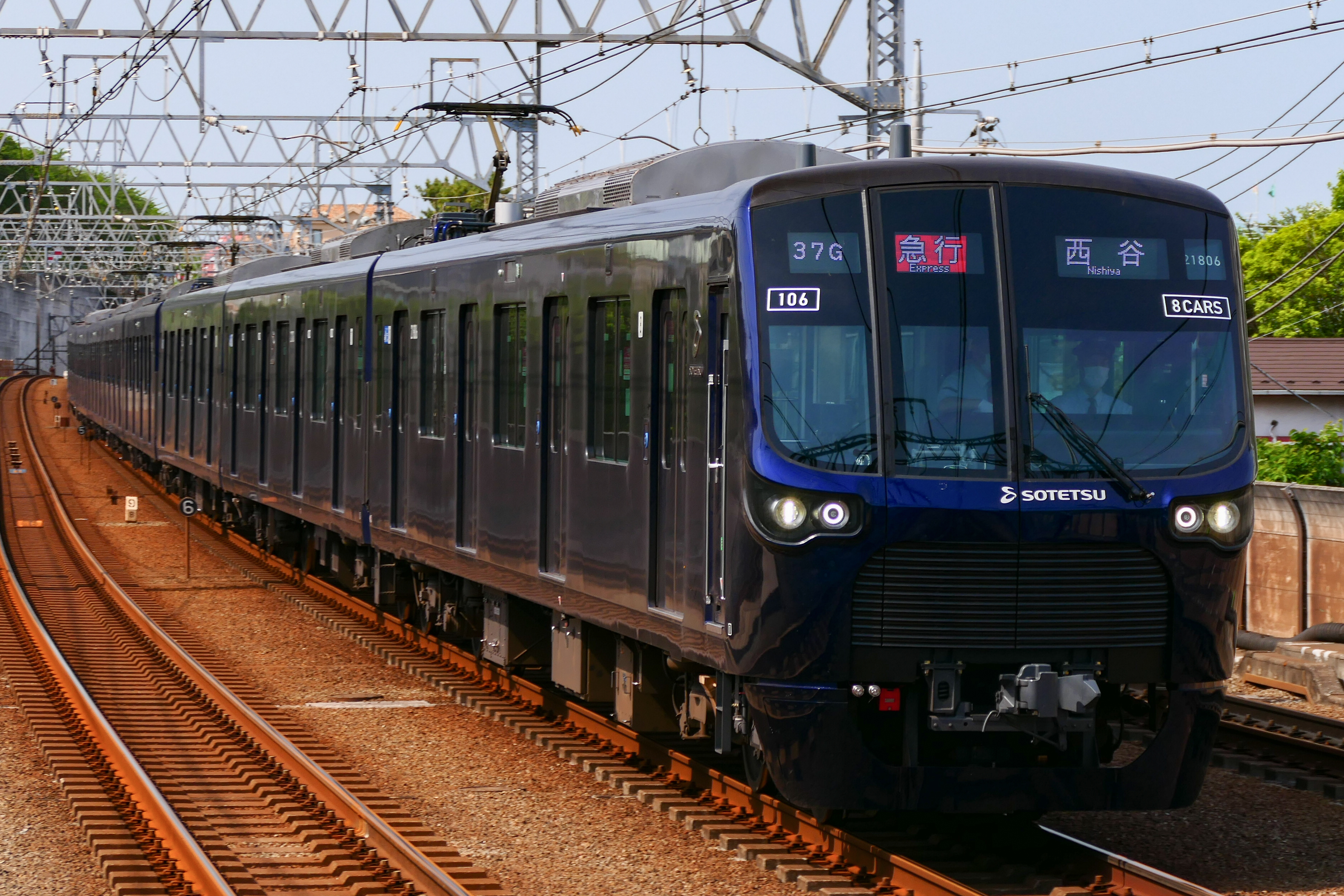
21000系
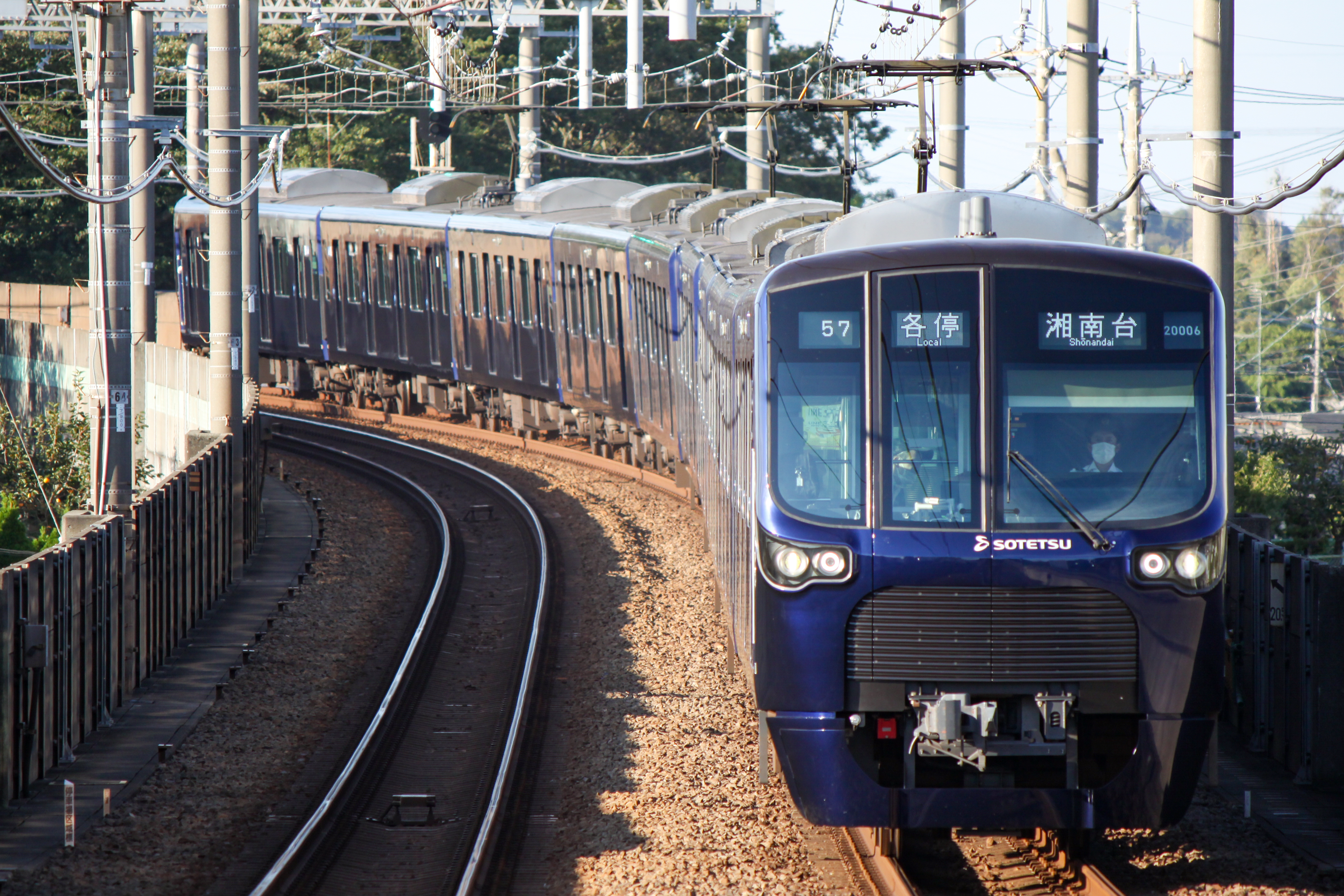
20000系
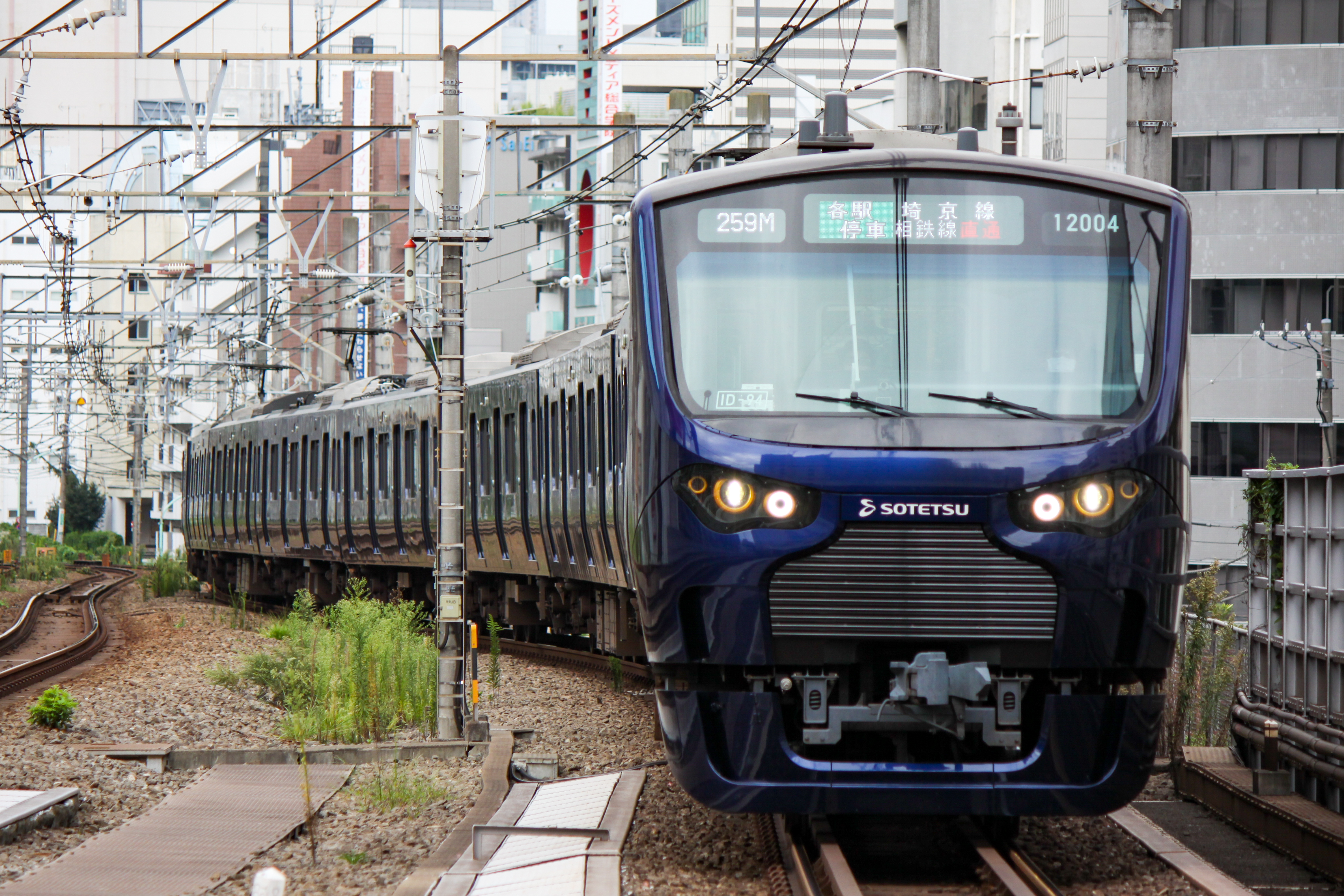
12000系
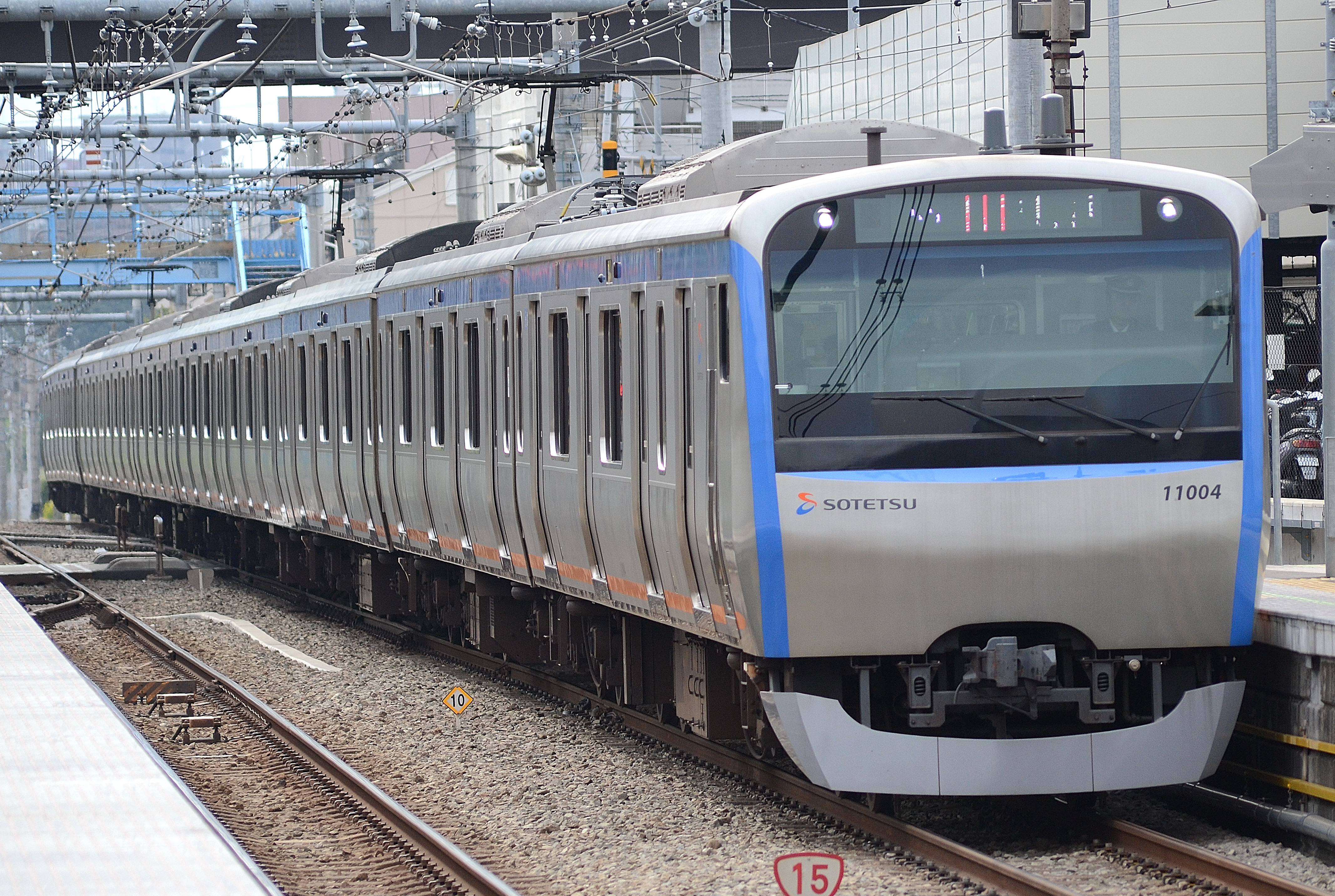
11000系
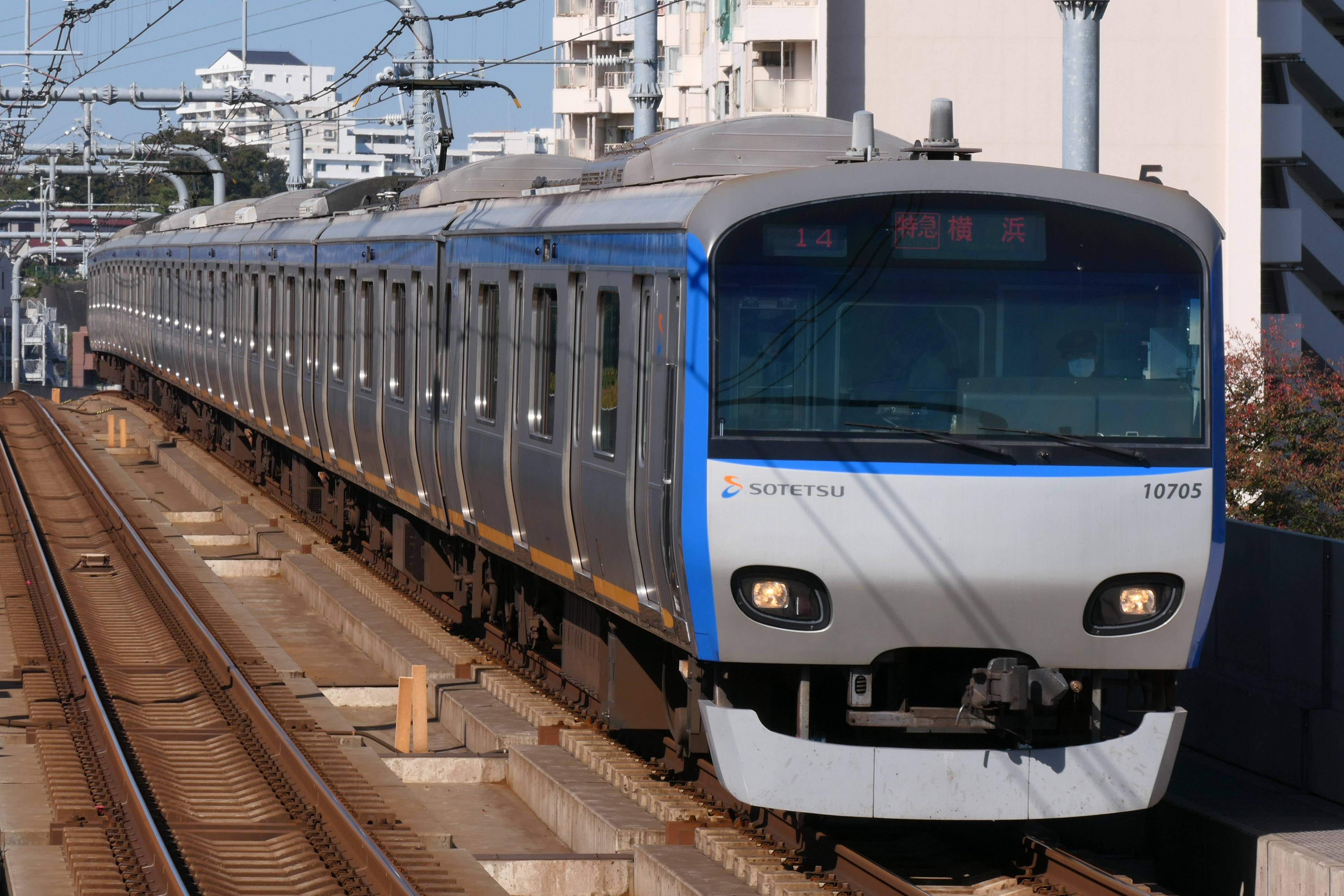
10000系
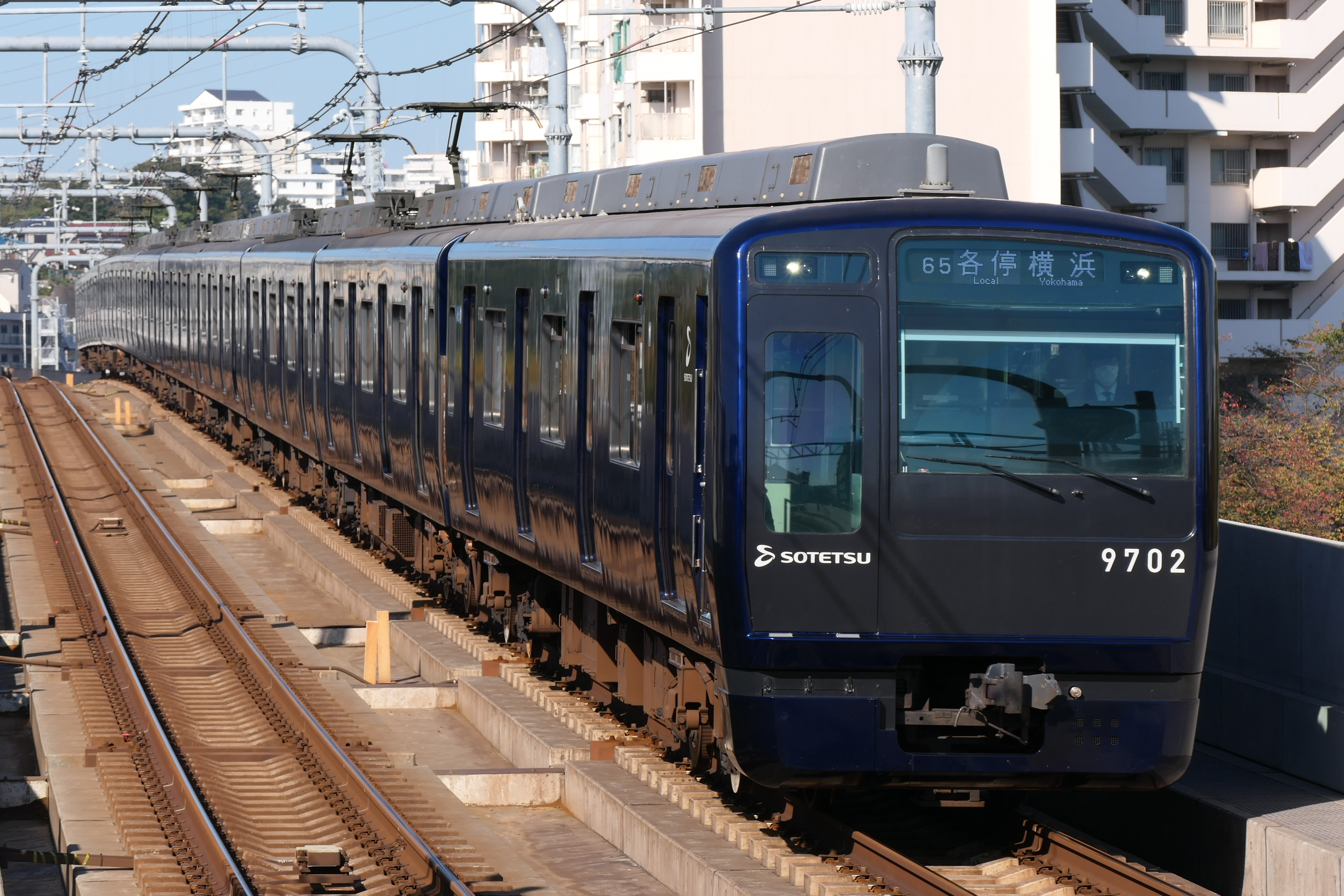
9000系
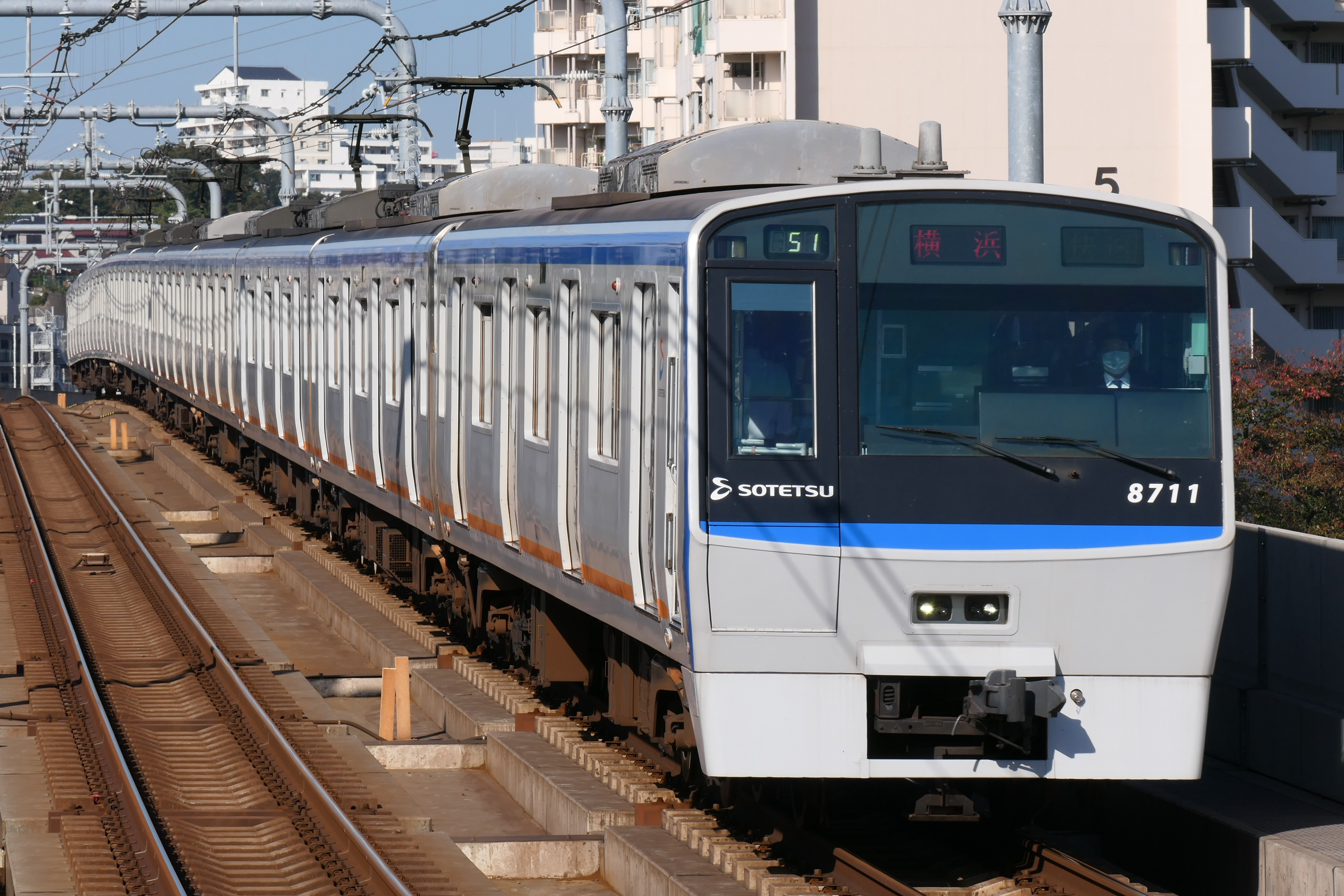
8000系

工程車輛
- モヤ700系－改造自7000系的工程車輛

### 退役車輛
載客車輛
- 7000系、新7000系
- 6000系、新6000系－其中2輛6000系被靜態保存在柏台車輛中心。
- 5000系
- 3000系
- 2000系モハ2000型、2100系－部分2000系車輛被轉讓到伊予鐵道及伊豆箱根鐵道。
- 1000系

工程車輛
- 2000系モニ2000型－
- ED10型電力機車
- 400型
- 260型
- 600型
- 800型

## 後續預定、計畫與構想

### 連續立體化工程
從和田町站東方至天王町站（保土谷区東部地域）約1.8公里的路段正在進行連續立體化工程，預定在2021年度竣工。完成後星川站將改建為2面4線（與現在相同）的高架車站。因應本工程，星川站內的留置線與車掌區遷移至西橫濱站。
除此之外，橫濱市也對鶴峰站周邊與瀨谷站周邊2處進行連續立體化的研討，其結果為鶴峰站周邊從2016年度起著手進行連續立體化工程。構造形式採用地下化為主的方針，預計於2022年度取得事業認可，2033年度完成全部工程。

### 其他
- 從本線的二俣川站到橫濱站間曾有建設地下新線形成複複線化的構想，但乘客數未顯著增加而中止，轉而興建相鐵新橫濱線。

## 直通運轉
- 東急電鐵（東急） - 與東急新橫濱線、東橫線、目黑線相互直通運轉。
- 東京都交通局（都營地下鐵） - 三田線與相鐵各線的相互直通運轉現由東京都交通局計畫中[12]。該線與相鐵直通車輛確定將編組8輛化[13]。
- 東京地下鐵（東京Metro） - 南北線與相鐵各線的直通運轉目前正在计划中中。另外，有報導指出該線與相鐵直通車輛確定將使用8辆编组的列车，9000系的部分編組亦會直通。

## 註解

### 來源
1. ↑   (PDF). 相鉄グループ. （原始内容 (PDF)存档于2020-02-19） （日语）.
2. ↑   (PDF). 相鉄グループ. （原始内容存档 (PDF)于2021-02-15） （日语）.
3. ↑   (PDF). 相鉄グループ. （原始内容存档 (PDF)于2021-02-15） （日语）.
4. 1 2  森口誠之『鉄道未成線を歩く 〈私鉄編〉』JTB、2001年、p.185
5. ↑  . 日本経済新聞社. 2025-02-07  [2025-04-28]. （原始内容存档于2025-04-29） （日语）.
6. ↑  . 相模鉄道株式会社. 2025-04-25  [2025-04-28]. （原始内容存档于2025-04-29） （日语）.
7. ↑  . Yahoo!ニュース. 2025-04-25  [2025-04-28]. （原始内容存档于2025-04-29） （日语）.
8. ↑  相模鉄道本線（星川駅 - 天王町駅）連続立体交差事業 （页面存档备份，存于） - 横浜市道路局、2018年11月30日閲覧。
9. ↑   (PDF) (新闻稿). 横浜市. 2015-04-28  [2015-04-30]. （原始内容 (PDF)存档于2015-05-18）.
10. ↑  鶴ヶ峰連立NewsPDF - 横浜市道路局、2018年11月30日閲覧。
11. ↑  （仮称）相模鉄道本線（鶴ヶ峰駅付近）連続立体交差事業 （页面存档备份，存于）：事業説明会（2019年5月開催）資料PDF - 横浜市道路局、2019年6月1日閲覧。
12. ↑  東京の地下鉄を見続けてきた 第2回「10分歩けば、どこかの駅に出る。」 （页面存档备份，存于） - ほぼ日刊イトイ新聞。2017年7月20日発信、2018年7月25日閲覧。この記事上で東京都交通局職員が「三田線は、将来、相模鉄道が東急線に乗り入れてくる予定なので、そうすると、うちは相鉄さんとも乗り入れるということになりますね。」とのコメントで、相鉄への乗り入れを都営地下鉄が計画していることが検証できる。
13. ↑  都営交通お客様センター等に寄せられたお客様の声（平成30年5月分速報値） （页面存档备份，存于） - 東京都交通局公式ホームページ

## 外部連結
- 相模鐵道網站 （页面存档备份，存于）
- http://www.railfan.ne.jp/sotetsu/ （页面存档备份，存于）
- 相鐵Style （页面存档备份，存于）
- http://www.sotetsu-lu.or.jp/ （页面存档备份，存于）
- 相鉄グループ公式 YouTube （页面存档备份，存于）